# استبدال (فلم 2008)
استبدال (بالإنجليزية: Changeling) أو تشانجيلنج هو فيلم أمريكي إثارة من إخراج كلينت إيستوود وقصّة مايكل سترازنسكي، مستوحى من قصّة حقيقيّة حدثت في لوس أنجلوس سنة 1928 عن امرأة أدركت أن الطفل الذي ردّ إليها بعد فقدانه لم يكن ابنها الحقيقي. بعد مواجهة مع شرطة لوس أنجلس لتثبت الخطأ تعدّ مريضة نفسية وتنقل لمصحّة نفسية.

## القصة
سيدة أمريكية كريستين كولينز يختفى ابنها الووحيد والتر ذو الـ..9 سنوات من بعد عودتها من العمل، وتظل لفترة 5 شهور في البحث عنه حتى تعثر شرطة ولاية[ ؟ ] لوس أنجلوس عليه، وتكتشف أنه ليس هو ولكن الطفل يدعى أنه ابنها، وتتأكد من خلال قصر طوله ببوصتين عن أدعائه وأيضا من خلال طبيب الأسنان حيث يتضح عدم وجود التجويف بين أسنان الطفل، ومن خلال المعلمة في المدرسة حيث يفشل الطفل العثور على مكانه في الفصل.
تصطدم الأم برد فعل الشرطة عند إنكارها للطفل، بسبب خوفهم من التأثير السلبي على الدعاية الانتخابية لعمدة الولاية، وسوء صورة الشرطة أمام الإعلام، بسبب وجود رجل دين نشط سياسيا جوستاف يسعى إلى فضح فسادهم وتقصيرهم أمام الرأي العام، فتتعرض للإيداع في مصحة عقلية لكى تجبر على الاعتراف كتابينا باختلالها العقلي وبالطفل.
تكتشف في المصحة وجود كثير من النساء اللاتي تعرضن للفساد من رجال الشرطة والعاملين في المصحة بسبب كونهم تهديد للشرطة، فتم إلقاؤهم في المصحة وتعرضهم لجلسات الكهرباء والمهدئات، ومن بينها كارول ديكستر، زميلتها التي تتوضح لها حقيقة الوضع هنا.
يهيج الرأي العام بعد العثور مقبرة جماعية ل20 طفل تم قتلهم على يد قاتل متسلسل يرشدهم عليها الطفل (مساعده)، ويعتقدوا أن من بين العظام المدفونة ابنها الحقيقي، وتتم المحاكمة وإيقاف ذاك الشرطي وإقالة رئيس الشرطة والحكم بالإعدام على القاتل.
بعد مرور 5 أعوام يعثر على طفل استطاع النجاة والهروب من القاتل والاختفاء كل تلك الفترة، فيقص عليهم كيفية هروبه مع طفلين من بنيهم والتر، وتظل هي على أمل العثور عليه إلى الأبد

## طاقم التمثيل
- أنجلينا جولي.. بدور كريستين بطلة الفيلم
- جون مالكوفيتش..بدور جوستاف القسيس الناشط سياسيا
- جيفري دونوفان.. بدور كابتن جونز الشرطى الفاسد
- جاسون باتلر.. بدور جوردن المختطف والقاتل
- جاتلين جريفيث.. بدور والتر الطفل المفقود
- مايكل كيلي..بدور المحقق ليستر
- كولم فوير..بدور  الرئيس دايفيز رئيس الشرطة

## إنتاج الفيلم
عثر المؤلف على قصة الفيلم من خلال قيامه ببحث في قضية جذبته - قبل سنوات من كتابة السيناريو[ ؟ ] - من خلال علمه من مصدر من بلدية لوس أنجلوس أن البلدية سوف تحرق وثائق قديمة، فعثر على وثائق متعلقة بجلسة لمجلس المدينة عن الرعاية المرتبطة بالسيدة كريستين كولينز وعن اختفاء ابنها، فوضع مواصفات السيناريو[ ؟ ] بعنوان حالة غريبة عن كريستين كولينز، ولكن لم يعثر المؤلف على مشتري للفيلم بالرغم من قبوله من العديد من الأستوديهات[ ؟ ] والمنتجين، ثم رأى أنه غير قادر على تخصيص وقت كافى لإتمام مشروع السيناريو[ ؟ ].

ثم عاد إلى مشروع السيناريو[ ؟ ] بعد عدة سنوات، وقضى سنة للمتابعة والبحث عن وثائق تلك القضية في أرشيف سجلات المحكمة والبلدية، حتى جمع 6000 صفحة كما يقول المؤلف، ثم بدأ في كتابة المسودة الأولى السيناريو[ ؟ ] الجديد في 11 يوما، ثم أعطاه للمنتج جيم ويتيكر الذي أعطاه إلى رون هوارد الذي قبله فورا.

## نقد الفليم
حاز الفيلم على إعجاب كبير من نقّاد السينما والجمهور على حدّ السواء. خلال عرضه الأوّل في مهرجان كان السينمائي، توقع العديد من النقّاد فوزه بجائزة السعفة الذهبية، لكنه لم ينلها. حسب تصريحات لكاتب الفيلم مايكل سترازنسكي، لم يفصل الفيلم سوى صوتان وحيدان للفوز بالجائزة وذلك لأن بعض أعضاء لجنة التحكيم لم يصدّقوا أن الفيلم مستوحى من قصّة حقيقيّة خاصة واقعة معاملة الشرطة البشعة للسيّدة كريستين كولينز.

## وصلات خارجية
- Official website
- استبدال على موقع IMDb (الإنجليزية)
- استبدال على موقع ميتاكريتيك (الإنجليزية)
- استبدال على موقع الموسوعة البريطانية (الإنجليزية)
- استبدال على موقع روتن توميتوز (الإنجليزية)
- استبدال على موقع نتفليكس (الإنجليزية)
- استبدال على موقع قاعدة بيانات الأفلام العربية
- استبدال على موقع ألو سيني (الفرنسية)
- استبدال على موقع Turner Classic Movies (الإنجليزية)
- استبدال على موقع أول موفي (الإنجليزية)
- استبدال على موقع بوكس أوفيس موجو (الإنجليزية)